# Pădure pietrificată

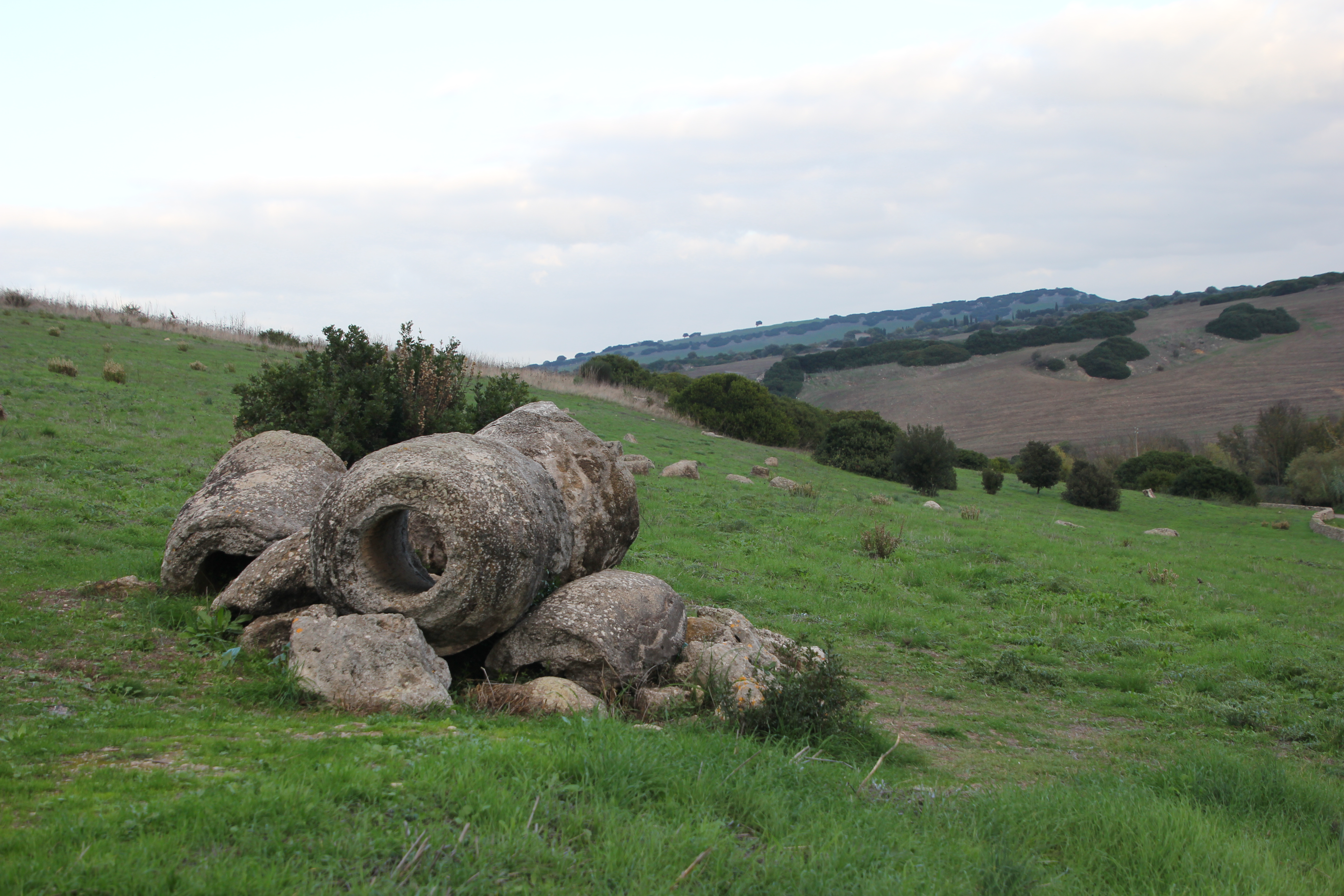
Pădurea pietrificată din Carrucana, Martis, Sardinia

Pădure pietrificată (de la rădăcina grecească petro - semnificând rocă sau piatră, literal pădure transformată în piatră) este numele dat unui tip special de rămășițe fosile de vegetație terestră. Este rezultatul transformării complete în piatră a unui copac prin procesul de mineralizare. Toate materialele organice au fost înlocuite cu minerale (de cele mai multe ori un silicat, asemenea cuarțului), cu păstrarea structurii originale a lemnului. Spre deosebire de alte tipuri de fosile care sunt impresiuni sau compresiuni tipice, lemnul pietrificat este o reprezentare tridimensională a unui material original organic.  
Procesul de pietrificare apare subteran, când lemnul devine îngropat sub sedimente și este inițial conservat datorită lipsei oxigenului, care inhibă descompunerea aerobă.